# Nagrada Grada Splita
Nagrada grada Splita
(popis nepotpun)
- 1984.:
- 1985.:
- 1986.:
- 1987.:
- 1988.:
- 1989.:
- 1990.:
- 1991.:
- 1992.:
- 1993.:
- 1994.:
- 1995.:
- 1996.:
- 1997.:
- 1998.:
- 1999.:
- 2000.:

- nagrade za životno djelo:
- osobne nagrade:
- skupne nagrade:

- 2001.:[1]

- za životno djelo: za uspješan dvogodišnji rad u području arhitekture i urbanizma arhitekt Ivo Radić
- osobne nagrade: don Drago Šimundža za uspješan znanstveni rad i promicanje duhovnih vrijednosti Branko Parađina za knjigu Splitu u pohode
- skupne nagrade: muška klapa 'Filip Dević' za promicanje klapskog pjevanja, Osnovna škola Gripe za promicanje, unaprjeđenje i zaštitu okoliša

- 2001.:

- nagrade za životno djelo:
- osobne nagrade:
- skupne nagrade:

- 2002.:

- nagrade za životno djelo:
- osobne nagrade:
- skupne nagrade:

- 2003.:

- nagrade za životno djelo:
- osobne nagrade:
- skupne nagrade:

- 2004.:

- nagrade za životno djelo:
- osobne nagrade:
- skupne nagrade:

- 2005.:[2]

- nagrade za životno djelo: Ivo Grabovac, Perislav Petrić, Oliver Dragojević, Jerko Marasović, Anatolij Kudrjavcev
- osobne nagrade: Danica Zaić, Ante Graovac
- skupne nagrade: Udruga osoba s invaliditetom, Fotoklub Split, Hrvatsko narodno kazalište u Splitu

- 2006.:[3][4]

- nagrade za životno djelo: Borisu Dvorniku -  na prijedlog Hrvatskog narodnog kazališta u Splitu i suprijedlog Hrvatskog društva filmskih djelatnika
 Dr.sc. Dušanu Duji Jelovini - za izniman doprinos u sakupljanu arhivske i povijesne građe o nacionalnoj srednjovjekovnoj arheologiji; njegovom zaslugom obnovljeno je izlaženje treće serije starohrvatske prosvjete. 
 Dr. Aleksandru Grabovcu - za zalaganje i savjetovanje u radu Splitskog i Sinjskog doma zdravlja te Centra za dijabetes
 Prof.dr.sc. Jakši Miličiću - za osobite zasluge na području arhitekture; zaslužan za ambiciozan projekt razvoja Grada, uspješan u stambenoj i komunalnoj izgradnji
 Karlu Grencu -za stvaranje dragocjene baze podataka o Dioklecijanovoj palači s fundusom od preko 30.000 različitih snimaka i s više stotina sati snimljenog video-materijala
- osobne nagrade: Vera Popović, Miljenko Grgić, Drago Štambuk
- skupne nagrade: Nakladnička kuća Verbum, gradsko mandolinsko društvo Sanctus domnio, Udruga hrvatskih branitelja dragovoljaca Domovinskog rata – Ogranak Split, Hrvatska gorska služba spašavanja, Obitelj Emanuela Vidovića

- 2007.:[6]

- nagrade za životno djelo: Ivica Cipci, Željko Rapanić, Marija Erceg
- osobne nagrade: gđa Antica i gđa Milka Matošić, Blanka Vlašić, Zlatan Reić, Dujomir Marasović
- skupne nagrade:  Udruga leukemija i limfoma Split, Lions klub „Split“, Zajednica udruga dragovoljaca i veterana Domovinskog rata

- 2008.:[7]

- nagrade za životno djelo: Petru Lovriću – za osobite zasluge u izgradnji i očuvanju gradskog groblja Lovrinac i suradnji s udrugama veterana 
 Dr. fra. Petru Bezini - za osobiti istraživačko - publicistički rad na izučavanju povijesne građe 
 Matku Trebotiću - za osobita likovna dostignuća 
 Prof. dr. Tomislavu Marasoviću  - za osobiti znanstveno istraživački rad u oblasti povijesti umjetnosti
- osobne nagrade: Edo Šegvić, dipl. ing. arh. – za postignuća u oblasti arhitekture 
 mr. Ivan Musić - za osebujan književni rad 
 profesor dr. sc. Ivan Đikić - za osebujan znanstveno istraživački rad na području medicine 
 Prof. dr. sc. Eduard Vrdoljak - za osobite zasluge na izgradnji i uređenju Centra za onkologiju i radioterapiju KBC Split
- skupne nagrade: Županijskoj ligi borbe protiv raka - za zasluge u borbi protiv raka 
 Klapi "Lučica" - za promicanje i očuvanje dalmatinskog glazbenog izraza 
 KUD-u "Jedinstvo" - za promicanje i očuvanje folklornog nasljeđa

- 2009.:[9]

- nagrade za životno djelo: Petar Grisogono, Duško Božinović, Vladimir Beara, Ratomir Kliškić, Onesin Cvitan
- osobne nagrade: Ivan Kljaković Gašpić,
- skupne nagrade: FESB, Podvodno-istraživački klub Mornar, Udruga veterana ZNG IV. brigade, Odjel za transfuziju krvi KBC Split

- 2010.:[10]

- nagrade za životno djelo: Ante Verzotti, Nenad Cambi, Srećko Vidaković, Edo Pezzi, Mile Skračić
- osobne nagrade: Nenad Gaćina, Almira Osmanović, Jakov Dulčić
- skupne nagrade: Rotary klub Split, Klub dobrovoljnih davatelja krvi Brodosplit, Zvjezdano selo Mosor, HNK Hajduk Split

- 2011.:[11]

- nagrade za životno djelo: Cynthia Hansell-Bakić, Ante Svarčić, Vinko Bajrović, Jozo Alebić, Ante Čedo Martinić
- osobne nagrade: Jurica Gizdić, Davor Grčić Gaga, Miroslav Šimunić
- skupne nagrade: RNK Split, Crveni križ Gradskog kotara Mertojaka, Humanitarna udruga Ivan Merz Split, Splitsko dijabetičko društvo

- 2012.:[12]

- nagrade za životno djelo: Drago Šimundža, Gerard Denegri, Boris Matošić, Ivo Ostojić Knežić
- osobne nagrade: Vlado Sunko, Radoslav Bužančić, Ines Brajković
- skupne nagrade: Gradski zbor Brodosplit

- 2013.:[13]

- nagrade za životno djelo: Jovica Škaro, Duško Krstulović
- osobne nagrade: Ema Damjanović, Frano Missia
- skupne nagrade: Udruga za osobe s invaliditetom Cipal, Zbor mladih i komorni orkestar Župe Gospe od zdravlja, Udruga turističkih vodiča

- 2014.:[14]

- nagrade za životno djelo: Zoran Milas, Franko Strmotić
- osobne nagrade: Toni Tomas
- skupne nagrade: Udruga Anđeli, Građanska inicijativa O La La - Lana Iljadica i Lada Štefek

- 2015.:[15]

- nagrade za životno djelo: Ante Tukić, Izet Hozo
- osobne nagrade: Joško Kalilić, Danijela Jelić
- skupne nagrade: Udruga za osobe s cerebralnom paralizom Srce Split, Hrvatska ratna mornarica

- 2016.:[16]

- nagrade za životno djelo: Drago Štambuk, Ivo Banović, Fjodor (Feđa) Klarić
- osobne nagrade: Ana Lešina
- skupne nagrade: Športski savez invalida grada Splita, Udruga MOST

- 2017.:[17]

- nagrade za životno djelo: Ivan Urlić, Frano Baras, Ivica Luetić
- osobne nagrade: Vlado Sunko, Dina Levačić
- skupne nagrade: Jedriličarski klub Mornar, Dječji zbor Srdelice

- 2018.:[18]

- nagrade za životno djelo: Vjekoslav Ivanišević, Zvonimir Puljić, Ante Jelaska
- osobne nagrade: Zlatko Dalić
- skupne nagrade: Klub dobrovoljnih darivatelja krvi „Promet“ Split

- 2019.:[19]

- nagrade za životno djelo: Jadran Marinković, Marija Županović, Jakša Fiamengo, Borben Uglešić
- osobne nagrade: Matko Marušić, Ivan Gudelj, Tomislav Veršić, Irena Zakarija-Grković
- skupne nagrade: Marko Trogrlić i Stjepan Matković, Kuglački klub Mertojak, KUD Jedinstvo

- 2020.:[20]

- nagrade za životno djelo: Miljenko Smoje, Zoja Odak, Đordana Barbarić
- osobne nagrade: Julije Meštrović
- skupne nagrade: Športsko društvo Jadran, Udruga branitelja veterana Vojne policije 72. bojne, Respiratorno intenzivistički centar Kliničkog bolničkog centra Split, Ženska klapa „Ventula“

- 2021.:[21]

- nagrade za životno djelo: Vinko Prizmić, Stanko Piplović, Emilio Marin, Martin Olujić, Dara Vukić
- osobne nagrade: Frane Bešker, Emin Sarajlić, Ivo Ivić, Matea Jelić, Toni Kanaet
- skupne nagrade: Galerija Kula, Udruga žena oboljelih i liječenih od karcinoma CASPERA, Zajednica tehničke kulture Grada Splita